# Закс, Генрих
Генрих Закс (нем. Heinrich Sachs; 1831—1901) — немецкий гравёр.

## Биография
Получил образование в Берлинской академии художеств, где его наставником был Э. Мандель; совершенствовался в Италии, в 1863, и в Мюнхене, в 1864—1866 гг. Им награвировано довольно много эстампов, выполненных с большим вкусом и ловкостью, как резцом, так и карандашной манерой. 
Согласно «ЭСБЕ», лучшие из его гравюр — «Сальватор Роза» с собственного портрета этого живописца, «Изида» с картины Каульбаха в Новом берлинском музее, «Адельгейда играет с епископом Бамбергским в шахматы», «Гретхен пред статуей Мадонны» и «Степная роза» с каульбаховских «Женских типов Гёте», «Сумерки» с Шпангенберга, «Отеческое увещание» с Терборха и несколько небольших портретов.